# جيمي نيكلسون (لاعب كرة قدم)
جيمي نيكلسون (بالإنجليزية: Jimmy Nicholson)‏ هو لاعب كرة قدم بريطاني في مركز نصف الجناح، ولد في 29 يوليو 1957 في غلاسكو في المملكة المتحدة. لعب مع نادي كوينز بارك.